# Matteo Sobrero
Matteo Sobrero (Alba, 14 mei 1997) is een Italiaans wielrenner die anno 2024 rijdt voor BORA-hansgrohe.

## Carrière
In 2018 en 2019 reed Sobrero voor Dimension Data for Qhubeka Continental Team, de opleidingsploeg van Team Dimension Data. Hij won in 2019 het Italiaans kampioenschap tijdrijden voor beloften. In 2020 maakte Sobrero de overstap naar NTT Pro Cycling de nieuwe naam van Team Dimension Data. Na in 2021 bij Astana Qazaqstan Team te hebben gereden en in 2022 en 2023 bij Team BikeExchange Jayco, maakte Sobrero voor het seizoen van 2024 de overstap naar BORA-hansgrohe.

## Resultaten in voornaamste wedstrijden
| Jaar | Ronde van Italië | Ronde van Frankrijk | Ronde van Spanje |
| ---- | ---------------- | ------------------- | ---------------- |
| 2020 | 76e              |                     |                  |
| 2021 | 61e              |                     |                  |
| 2022 | 70e (1)          |                     |                  |
| 2023 |                  |                     | 86e              |
| 2024 |                  | 60e                 |                  |
| 2025 |                  |                     |                  |

| Jaar | Milaan-San Remo | Amstel Gold Race | Luik-Bast.‑Luik | Ronde van Lombardije | Waalse Pijl | Clásica San Sebastián |
| ---- | --------------- | ---------------- | --------------- | -------------------- | ----------- | --------------------- |
| 2020 |                 |                  |                 | opgave               |             |                       |
| 2021 | 65e             |                  |                 | opgave               |             |                       |
| 2022 |                 |                  |                 | opgave               |             |                       |
| 2023 | 37e             | 38e              | 21e             |                      | 21e         |                       |
| 2024 | 12e             | opgave           | opgave          |                      | opgave      |                       |
| 2025 |                 |                  |                 |                      |             | 63e                   |

### Resultaten in kleinere rondes
| Jaar | UAE Tour | Parijs-Nice | Tirreno-Adriatico | Ronde van het Baskenland | Ronde van Romandië | Critérium du Dauphiné | Ronde van Zwitserland | Ronde van Polen | Benelux Tour |
| ---- | -------- | ----------- | ----------------- | ------------------------ | ------------------ | --------------------- | --------------------- | --------------- | ------------ |
| 2021 | 50e      | 42e         |                   |                          |                    |                       |                       | 63e             | opgave       |
| 2022 |          |             | 44e               |                          | 83e                |                       |                       | 4e              |              |
| 2023 |          | 29e         |                   | 16e                      | 48e                |                       | 35e                   | 28e             |              |
| 2024 |          | 29e         |                   | opgave                   |                    | 38e                   |                       |                 | opgave       |
| 2025 |          | 28e         |                   |                          |                    |                       |                       |                 |              |

## Ploegen
- 2018 –  Dimension Data for Qhubeka Continental Team
- 2018 –  Team Dimension Data (stagiair vanaf 1-8)
- 2019 –  Dimension Data for Qhubeka Continental Team
- 2020 –  NTT Pro Cycling
- 2021 –  Astana-Premier Tech
- 2022 –  Team BikeExchange Jayco
- 2023 –  Team BikeExchange-Jayco
- 2024 –  BORA-hansgrohe
- 2025 –  Red Bull-BORA-hansgrohe

Barbero · Battistella · Boasson Hagen · Campenaerts · Carbel · De Bod · Dlamini · Dyball · Gasparotto · Gebreigzabhier · Gibbons · Gogl · Iribe · Janse van Rensburg · King · Kreuziger · Mäder · Meintjes · Nizzolo  · O'Connor · Pozzovivo · Sobrero · Stokbro · Sunderland · Thomson · Tiller · Valgren · Walscheid · Wyss
Aranburu · Battistella · Boaro · Broesenski · Contreras · de Bod · Fjodorov · Felline · Fraile · Fuglsang · Gïdïç · Gregaard · Groezdev · Houle · G. Izagirre · J. Izagirre · Kudus · Loetsenko · Martinelli · Natarov · Perry · Piccolo tot 31 mei · Pronskïÿ · Rodríguez · Romo · Sánchez · Sobrero · Stalnov · Tejada · Vlasov · Zacharov
Balmer · Bauer · Bewley · Colleoni · Craddock · Durbridge · Edmondson · Grmay · Groenewegen · Groves · Hamilton · Hepburn · Howson · Jansen · Juul-Jensen · Kangert · Konysjev  · Maas · Matthews · Meyer · Mezgec · O'Brien · Peña · Reinders (vanaf 23/8) · Schultz · Scotson · Smith · Sobrero · Stewart · Yates · Bogusławski (stagiair) · De Pretto (stagiair) · Foldager (stagiair)
Balmer · Berhe · Colleoni · Craddock · De Marchi · Dunbar · Durbridge · Engelhardt · Grmay · Groenewegen · Hamilton · Harper · Hepburn · Jansen · Juul-Jensen · Maas · Matthews · Mezgec · O'Brien · Peña · Porter · Pöstlberger · Quick · Reinders · Scotson · Sobrero · Stewart · Štybar · Yates · Zana · Jørgensen (stagiair) · McKenzie (stagiair)
Adrià · Aleotti · Benedetti (tot 18/8) · Buchmann · Denz · Gamper · Hajek · Haller · Herzog · Higuita · Hindley · Jungels · Kämna · Koch · Lipowitz · Lührs · Maciejuk · Martínez · Meeus · Mullen · Palzer · Roglič · Schachmann · Sobrero · van Poppel · Vlasov · Wandahl · Welsford · Zwiehoff